# Mleczan etakrydyny
Mleczan etakrydyny (Rivanol) – organiczny związek chemiczny należący do grupy barwników akrydynowych. Tworzy pomarańczowo-żółte kryształy o specyficznym zapachu.
Stosuje się go głównie do odkażania w stężeniu 0,1% (roztwór wodny).
Jest to środek dezynfekujący sprzedawany w aptekach bez recepty. Forma płynna, żelowa lub w tabletkach do rozpuszczania. Stosowany w przypadku zakażeń. Barwi skórę i wiele materiałów na żółto. Ze skóry schodzi w ciągu tygodnia wraz z naskórkiem.

Przeczytaj ostrzeżenie dotyczące informacji medycznych i pokrewnych zamieszczonych w Wikipedii.